# Pulso (periódico)
Pulso es un suplemento de negocios del diario chileno La Tercera. Este periódico es especializado en negocios y economía. Pertenece al grupo Copesa, y sus principales competidores son Diario Financiero y Estrategia —este último cambió su edición de papel por digital—. 
La primera edición apareció el 28 de noviembre de 2011 y tenía 48 páginas, y se perfila como una plataforma multimedial que incluye el sitio Pulso.cl, desarrollo de conferencias y eventos, y aplicaciones para dispositivos móviles.
Pulso contiene las secciones de Empresas & Mercados, Economía & Dinero, Actualidad & Política, Evasión, Páginas temáticas y Señalización.

Pulso pertenece al Grupo Copesa, un grupo de medios de comunicación controlado por el empresario chileno Álvaro Saieh Bendeck, quien cuenta con el 83,33% de su propiedad. En la propiedad participa también el empresario chileno Alberto Kassis Sabag, quien cuenta con el 16,66% de la propiedad.
El 16 de marzo de 2018 fue anunciada la fusión de Pulso con La Tercera, incorporándose el primero a la edición impresa del segundo desde el 19 de marzo. El diario circuló de lunes a domingo hasta el 29 de enero de 2021, cuando pasó a imprimirse solo durante los fines de semana.